# アウギュスト・アンゴー
アウギュスト・アンゴー（Auguste René Angot, 1843年9月5日 - 1913年4月3日）はフランスの獣医師。フランス陸軍獣医であった明治時代初期に来日し、お雇い外国人教師として陸軍で獣医学を教授した。

## 概要
1873年（明治6年）3月、日本陸軍は軍馬の診療と治療をする馬医の養成教育を陸軍兵学寮で行うため馬医生徒を募り、同年中に15名が兵学寮第二舎へ入舎した。陸軍創設当初の馬医は民間、あるいは各藩の親兵に随行した馬医から採用されていたために、日本古来の伝統的な馬医術の知識しかなかった。陸軍省で馬医学務を担当していた深谷周三は自身の蘭学経験から兵学寮頭鳥尾小弥太に建白し、フランスの獣医学を取り入れることとした。
1874年（明治7年）4月、トゥールーズ獣医学校出身の二等獣医（中尉相当）アウギュスト・アンゴーが御雇教師として来日し、同年5月より陸軍兵学寮で教育を行った。アンゴーは馬医生徒に解剖学の中から骨学の学科と実習の両教育を行い、すでに陸軍馬医官として勤務している者には病理学の講義と病床講義を実施した。また時には郊外で植物を採取し生徒に実地に説明し、薬となる秣（まぐさ）の研究参考とするほか植物学通論も教授した。
1877年（明治10年）1月、陸軍獣医学校の前身となる陸軍馬医学舎が設置されるとアンゴーは同学舎の教壇に立ち、1880年（明治13年）8月、契約期間満了にともない帰国した。約6年半の滞日期間中に西洋の近代獣医学を教授した馬医生徒は25名、そのうち黒瀬貞次は後年トゥールーズ獣医学校へ留学している。アンゴーは日本近代獣医学の基礎を築いた獣医師の一人である。